# Municipio de South Homestead
El municipio de South Homestead (en inglés: South Homestead Township) es un municipio ubicado en el condado de Barton en el estado estadounidense de Kansas. En el año 2010 tenía una población de 322 habitantes y una densidad poblacional de 3,55 personas por km².

## Geografía
El municipio de South Homestead se encuentra ubicado en las coordenadas 38°28′11″N 98°44′56″O / 38.46972, -98.74889. Según la Oficina del Censo de los Estados Unidos, el municipio tiene una superficie total de 90.61 km², de la cual 88,98 km² corresponden a tierra firme y (1,79 %) 1,62 km² es agua.

## Demografía
Según el censo de 2010, había 322 personas residiendo en el municipio de South Homestead. La densidad de población era de 3,55 hab./km². De los 322 habitantes, el municipio de South Homestead estaba compuesto por el 94,41 % blancos, el 1,24 % eran afroamericanos, el 0,62 % eran amerindios, el 1,24 % eran asiáticos, el 1,55 % eran de otras razas y el 0,93 % eran de una mezcla de razas. Del total de la población el 4,04 % eran hispanos o latinos de cualquier raza.